# Szjumszi
Szjumszi (oroszul: Сюмси) falu Oroszországban, Udmurtföldön, a Szjumszi járás székhelye.
Lakossága: 5316 fő (a 2010. évi népszámláláskor).

## Fekvése
Udmurtföld nyugati részén, a Kilmez középső folyásának völgyében, a Kazany–Perm közötti főút mentén fekszik. A járás területének legnagyobb részét erdő borítja, a falu gazdaságának is fontos része az erdőgazdálkodás, a fakitermelés.

## Története
A település az 1759. évi összeírásban szerepel először, bár ennél jóval korábban keletkezhetett. A falu (szelo) alapítását azonban az első templom felépítéséhez kötik, ami 1826-ban történt. Ez a fatemplom éppen akkor égett le, amikor a kőből emelt új templom 1839-ben elkészült.
A település a régi szibériai út (Szibirszkij trakt) mentén feküdt. Határában szerény emlékkő áll Alekszandr Nyikolajevics Ragyiscsev orosz író tiszteletére, akit szintén ezen az úton vittek száműzetésének helyére; meg is említette a falut útinaplójában. Fennmaradt a falu néhány kisebb kereskedőháza is abból az időből.
A járást 1929-ben alapították. A világháború idején, 1943-ban a járáshoz tartozó Kilmez falu környékén hadifoglyok és politikaiak dolgoztatásával hatalmas erdőirtást végeztek, mert tüzelőanyagra volt szükség az izsevszki gyárakban. A munkát a járási székhelyről irányították, a folyón leúsztatott fát a falunál rakták vagonba. A korábban csak Uváig megépített vasútvonalat akkor és abból a célból hosszabbították meg Kilmezig. Az erdőirtás jóval a háború után is folytatódott. Személyvonatok a vasútvonalon már régóta nem közlekednek.